# Електріон
Електріо́н (грец. Ηλεκτρύωνας) — син Персея й Андромеди, батько Алкмени, цар Мікен.
Електріона випадково вбив його небіж Амфітріон. Амфітріон повернув Електріону викрадене стадо, але одна з корів почала тікати. Амфітріон жбурнув у неї дубину, та від рогів корови рикошетом влучила в голову Електріона і вбила його наповал. За деякими версіями міфу, Електріон убитий Амфітріоном під час весільного бенкету з нагоди одруження на Алкмени.